# 小奧爾比托湖
56°11′28″N 28°41′46″E / 56.191°N 28.696°E
小奧爾比托湖（俄语：Малое Олбито），是俄羅斯的湖泊，位於該國西北部，由普斯科夫州負責管轄，處於謝別日區，面積1.3平方公里，集水區面積20平方公里，平均水深3.5米，最大水深7.6米。